# Adelantado mayor de León
El adelantado mayor de León o adelantado mayor del reino de León era un oficial al servicio de la Corona de Castilla que tenía encomendadas algunas competencias judiciales y militares en dicho reino. 

## Historia
El primer individuo que ocupó el cargo de adelantado fue Gonzalo Gil, durante el reinado de Alfonso X de Castilla, ya que hasta entonces en ese territorio solamente habían existido tenentes y merinos mayores.

## Adelantados mayores de León

### Reinado de Alfonso X (1252-1284)

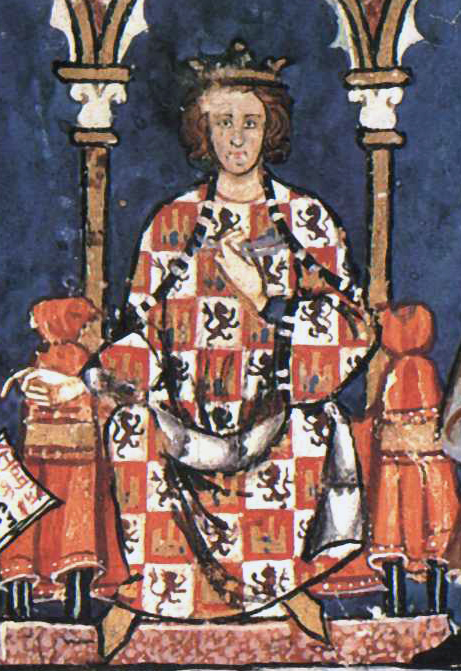
Miniatura medieval que representa a Alfonso X de Castilla.

- (1258-1260) Gonzalo Gil. También fue merino mayor del rey y senescal del rey.[2]
- (1261-1269) Gutier Suárez de Meneses. Fue también tenente de la ciudad de León y de las torres de León.[2]
- (1269) Fernando Alfonso y Rodrigo Alfonso de León. Este último era hijo ilegítimo del rey Alfonso IX de León.[3]
- (1271-1272) Fernando de la Cerda, infante de Castilla e hijo de Alfonso X.[4][2]. Sin embargo, hay constancia de que en 1271 Nuño Fernández y después Elías Tallaferro ejercieron el cargo de «merino de mano» del infante.[2]
- (1272) Gonzalo Velázquez. También aparece en la documentación con los títulos de adelantado mayor del rey y merino mayor del rey.[5]
- (1273-1277) Rodrigo Rodríguez Osorio. Fue hijo de Rodrigo Osorio, y también fue tenente de las torres de León y merino mayor de León y Asturias.[5]
- (1278-1279) Manrique Gil. Fue también tenente de las torres de León y merino mayor de León y Asturias.
- (1281) Ruy Fernández.
- (1283) Esteban Pérez Florián. Ejerció el cargo durante la rebelión del infante Sancho contra Alfonso X y en nombre del primero. Y también fue merino mayor de León y Asturias, alcaide de Serpa y Mora y tenente de las fortalezas de San Esteban de Gormaz, Castrojeriz, Fermoselle y Trastámara.[5]

### Reinado de Sancho IV (1284-1295)
- (1284-1285) Rodrigo Álvarez Osorio. También fue merino mayor de León.[6]
- (1285-1287) Esteban Núñez Churruchano. También fue, en diferentes momentos, merino mayor de León, Asturias y Galicia.[6]
- (1287-1289) Esteban Pérez Florián.
- (1289-1292). Fernán González Coronel. También fue merino mayor de León y portero mayor del rey en el reino de León.[6]
- (1292-1293) Pedro Fernández Cabeza de Vaca. También fue merino mayor de León.[6]
- (1293-1295) Esteban Pérez Florián.[6]

### Reinado de Fernando IV (1295-1312)

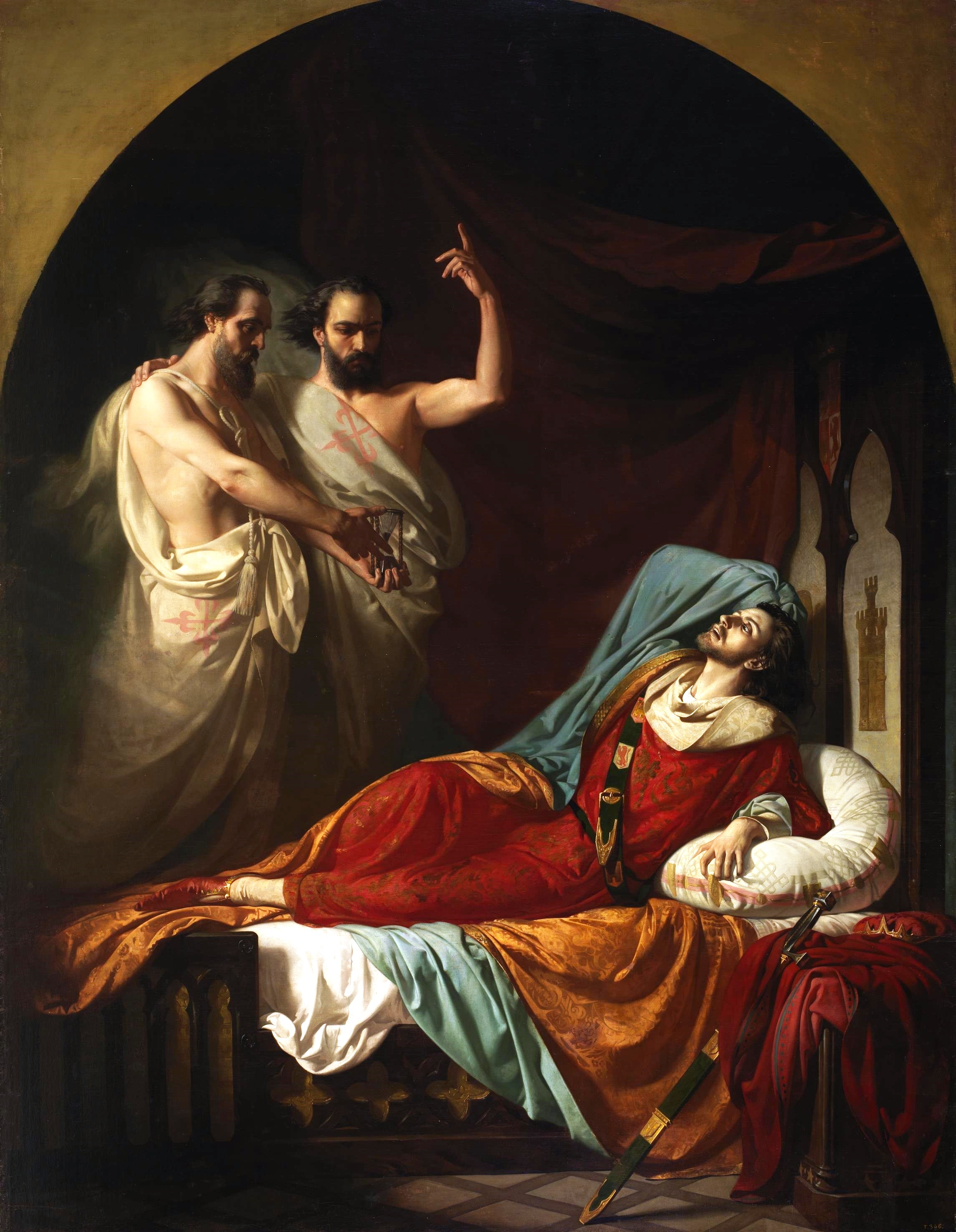
Últimos momentos de Fernando IV el Emplazado. Óleo sobre lienzo de José Casado del Alisal. 1860. (Palacio del Senado de España).

- (1295-1296) Esteban Pérez Florián.[6]
- (1297-1300) Diego Ramírez de Cifuentes. Fue señor de Almanza y de Cifuentes y adelantado mayor de León y de Asturias. Y era hijo de Ramiro Díaz y de Teresa Fernández de Lara.[7]
- (1300) Martín Pérez de Mayorga. También fue merino mayor de León.[6]
- (1300-1301) Rodrigo Álvarez de las Asturias. Fue señor de Noreña y Gijón, mayordomo mayor del rey Alfonso XI de Castilla y de la reina María de Portugal, adelantado mayor de Galicia y merino mayor de León y Asturias.[6]
- (1301) Martín Pérez de Mayorga.[6]
- (1302-1304) Rodrigo Álvarez de las Asturias.[6]
- (1305) Fernán Gutiérrez Quijada. Fue adelantado mayor de León y Asturias, merino mayor de León, justicia mayor de la Casa del rey y tenente de la fortaleza de Mota del Marqués.[8]
- (1306) Rodrigo Álvarez de las Asturias.[8]
- (1307) Pedro López de Padilla I. Fue adelantado mayor de León, Asturias y Galicia, justicia mayor de la Casa del rey, merino mayor de Castilla y alcalde de las alzadas del reino de Castilla.[8]
- (1307) Pedro Martínez Carpentero. Fue adelantado mayor de León y Asturias.[8]
- (1308) Pedro López de Padilla I.[8]
- (1308) Martín Pérez de Mayorga.[8]
- (1309) Pedro López de Padilla I.[8]
- (1309) Pedro González de Sandoval. Fue adelantado mayor de León y Asturias.[8]
- (1310) Martín Pérez de Mayorga.[9]
- (1310) Pedro González de Sandoval.[9]
- (1310) Martín Fernández Portocarrero. Fue adelantado mayor de León y Asturias.[9]
- (1311) Pedro González de Sandoval.[9]
- (1311) Rodrigo Álvarez de las Asturias.[9]
- (1312) Martín Fernández Portocarrero.[9]Retrato imaginario de Alfonso XI de Castilla. José María Rodríguez de Losada. (Ayuntamiento de León).

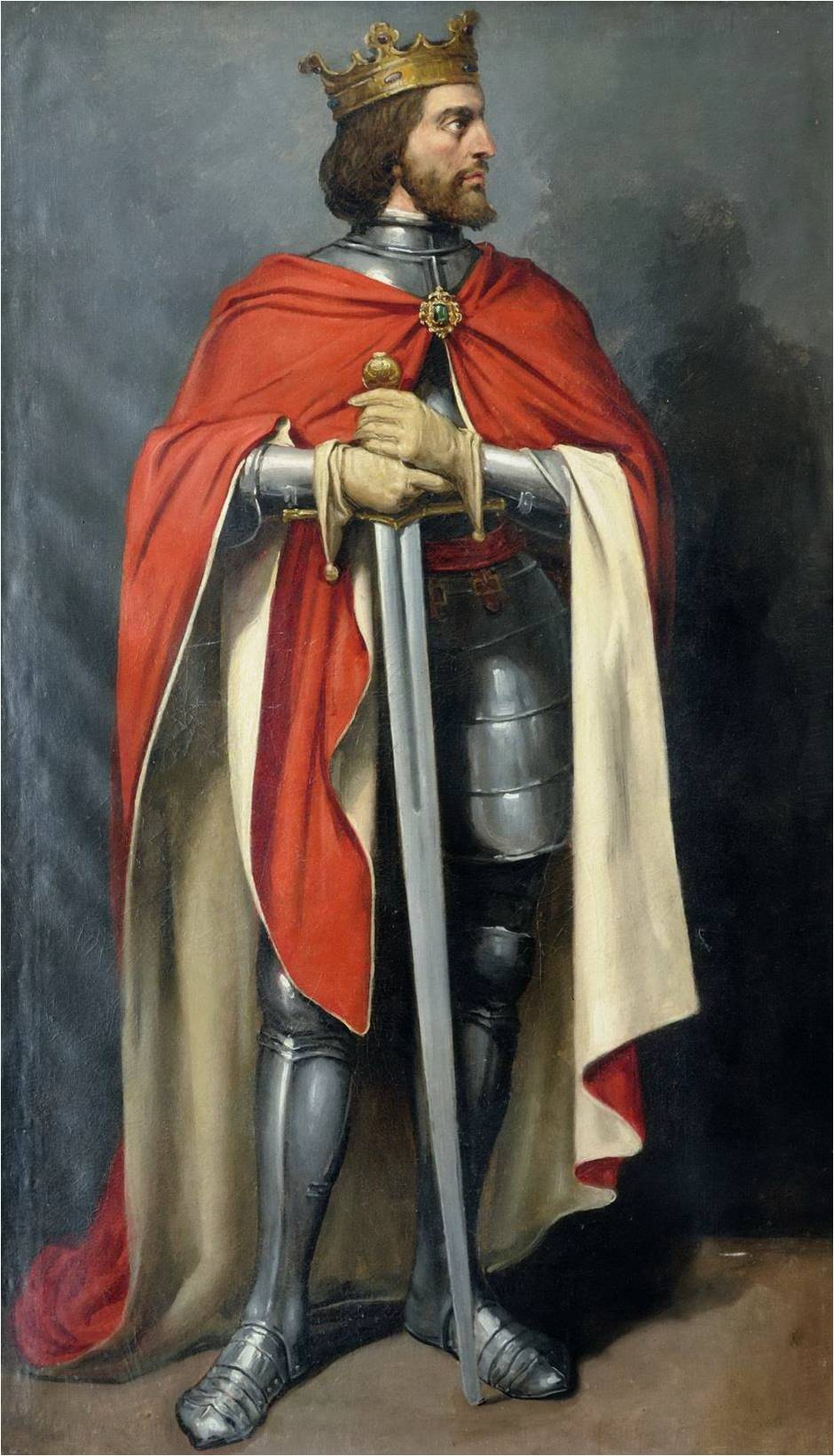
Retrato imaginario de Alfonso XI de Castilla. José María Rodríguez de Losada. (Ayuntamiento de León).

### Reinado de Alfonso XI (1312-1350)
- (1314) Martín Fernández Portocarrero.[9]
- (1314-1320) Juan Álvarez Osorio. Fue adelantado y merino mayor de León y Asturias.[9]
- (1322) Rodrigo Álvarez de las Asturias.[9]
- (1325-1326) Álvar Núñez Osorio. Era sobrino de Juan Álvarez Osorio, y fue privado de Alfonso XI de Castilla, conde de Trastámara, Lemos y Sarria, señor de Cabrera y Ribera, adelantado mayor de la frontera de Andalucía, mayordomo mayor del rey y justicia mayor de la Casa del rey.[10]
- (1327-1328) Juan Álvarez Osorio.[10]
- (1328-1332) Rodrigo Álvarez de las Asturias.[10]
- (1332-1335) Pedro Fernández Quijada y Juan Alfonso de Benavides.[11]
- (1335) Juan Fernández Coronel. También fue merino mayor de León.[11]
- (1336) Garcí López de Ciudad Rodrigo. Fue además merino mayor de León y Asturias.[11]
- (1337-1339) Pedro Núñez de Guzmán. Fue señor de Aviados, tenente de las torres de León, adelantado y merino mayor de León y Asturias y adelantado mayor de Galicia.[11]
- (1341) Ruy Páez de Biedma. Fue merino mayor de León, Asturias y Galicia y mayordomo de Pedro Fernández de Castro, señor de la Casa de Castro.[12]
- (1342-1348) Fernando Rodríguez de Villalobos. Fue señor de Villalobos y Autillo de Campos, comendador mayor de León en la Orden de Santiago, miembro del Consejo Real y merino mayor de León y Asturias.[12]

### Reinado de Pedro I (1350-1369)

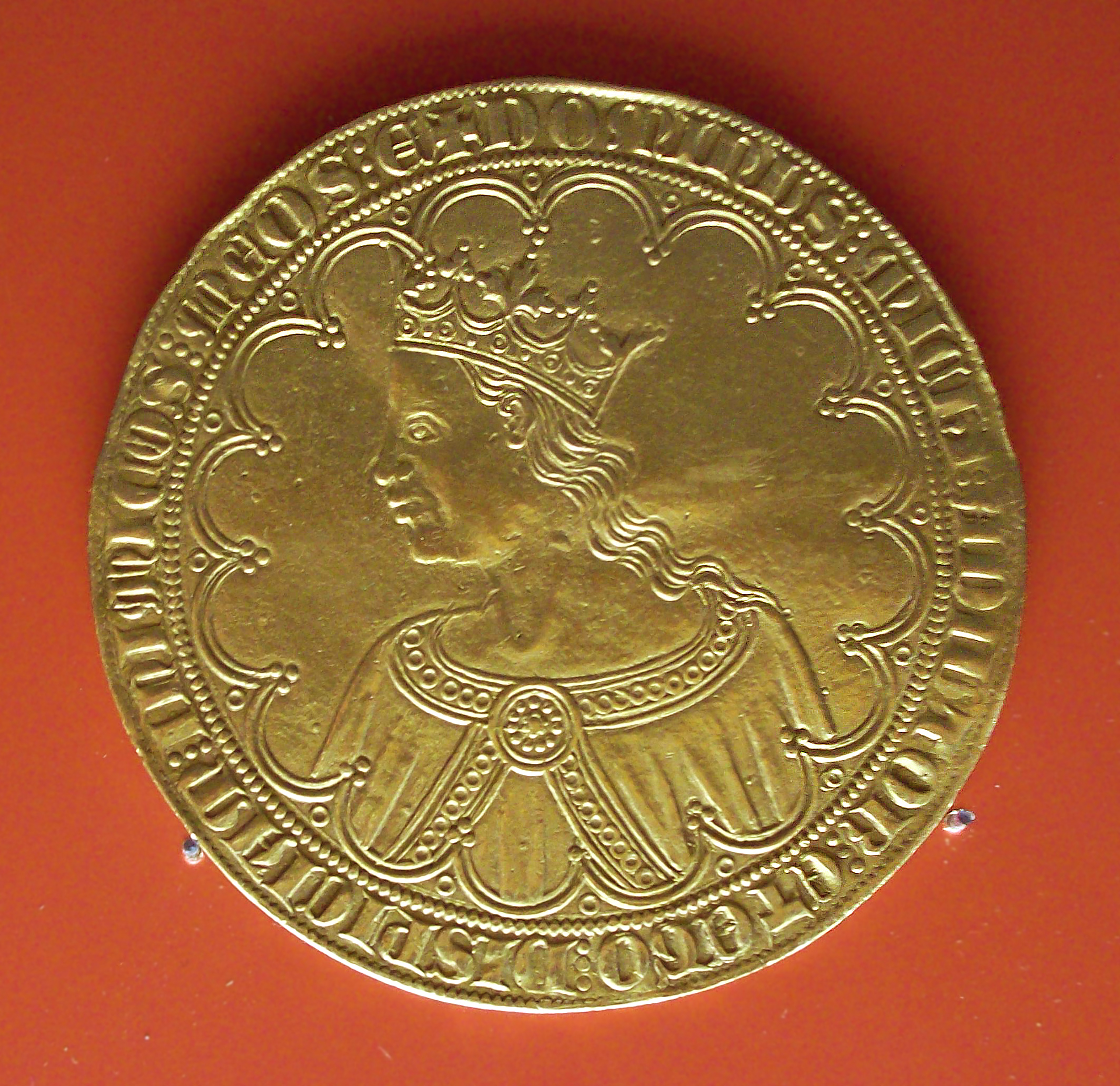
Gran dobla o dobla de a diez de Pedro I de Castilla, hijo y sucesor de Alfonso XI, acuñada en Sevilla en 1360. (M.A.N., Madrid).

- (1350-1351) Juan Rodríguez de Cisneros. Fue señor de la Casa de Viduerna y de Guardo, guarda mayor del Cuerpo del Rey y adelantado y merino mayor de León y Asturias.[12]
- (1351-1360) Pedro Núñez de Guzmán.[12]
- (1360) Pedro Álvarez Osorio. Fue señor de Valderas y de otros muchos lugares en el reino de León y también adelantado mayor de León y merino de Asturias.[13]
- (1360) Suero Pérez de Quiñones. Fue adelantado mayor de León y Asturias, merino de Oviedo y guarda mayor del rey. Y en 1366, durante la Guerra Civil Castellana entre Pedro I de Castilla y Enrique de Trastámara, este último le nombró adelantado mayor de León.[13]
- (1360-1363) Diego González de Oviedo. Fue señor del Infantado de Torío y de otros muchos lugares en tierras de León y también merino mayor de León y Asturias.[13]
- (1364-1365) Rodrigo Alfonso de Mansilla. Fue simultáneamente adelantado mayor y merino mayor de León, Asturias y Galicia.
- (1366-1368) Fernán Ruiz de Castro. Fue señor de la Casa de Castro, conde de Trastámara, Lemos y Sarria, alférez del rey Pedro I de Castilla, pertiguero mayor de Santiago y adelantado mayor, simultáneamente, de León, Asturias y Galicia.[13]

### Reinado de Enrique II (1369-1379)
- (1369-1379) Pedro Suárez de Quiñones. Fue el hijo primogénito de Suero Pérez de Quiñones y llegó a ser adelantado mayor de León y Asturias desde 1367 y durante todo el reinado de Enrique II de Castilla, que falleció en 1379.[14] Y también fue merino de Oviedo y señor del Infantado de Torío, Cangas, Tineo y Allande.[15]

### Reinado de Juan I (1379-1390)
- (1379-1390) Pedro Suárez de Quiñones. Durante el reinado de Juan I de Castilla se le confirmó la posesión vitalicia del adelantamiento mayor de León y llegó a ser notario mayor del reino de Castilla y miembro del Consejo Real.[15]

### Reinado de Enrique III (1390-1406)

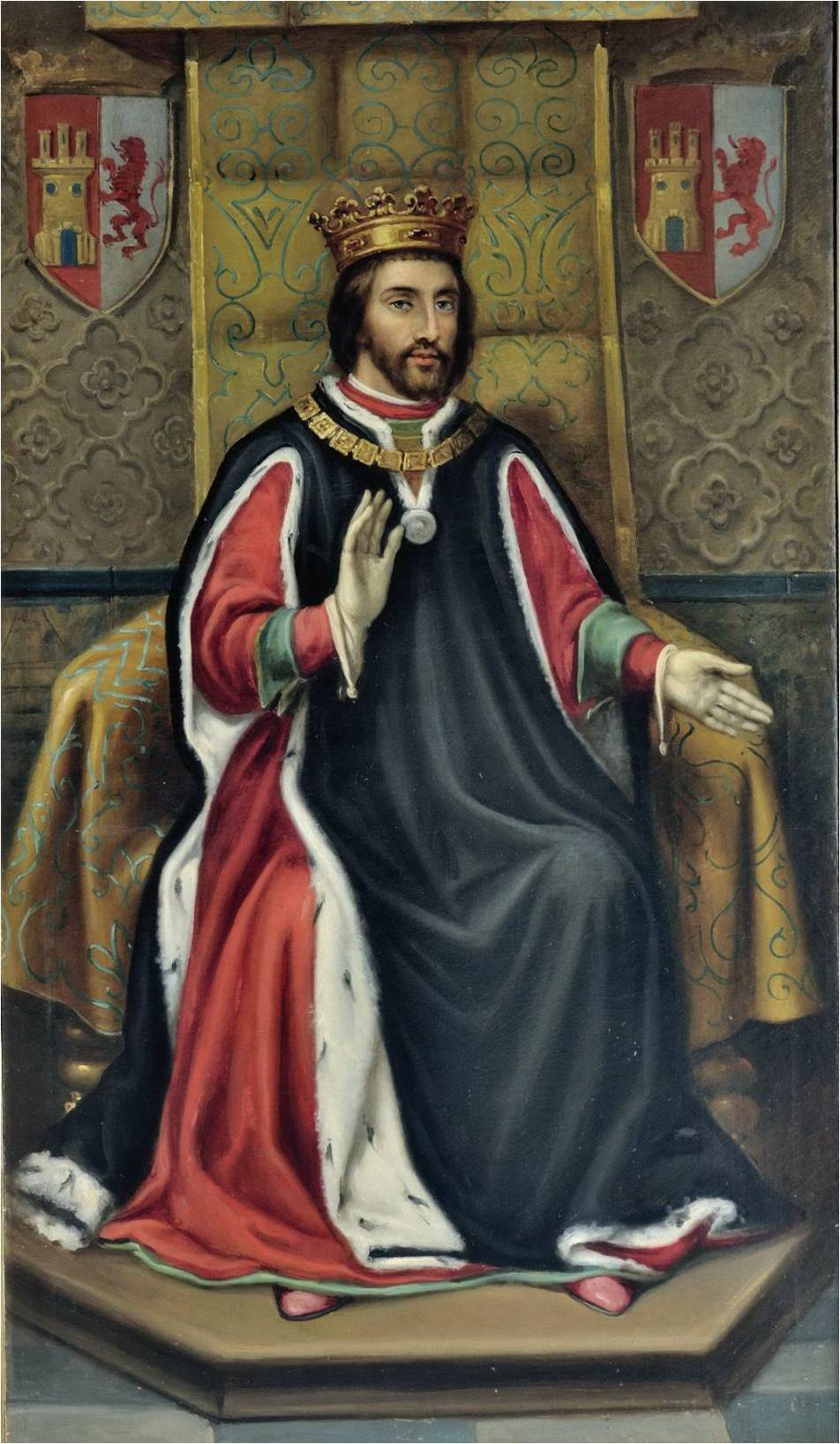
Retrato imaginario de Enrique III de Castilla. José María Rodríguez de Losada. (Ayuntamiento de León).

- (1390-1401) Pedro Suárez de Quiñones. Durante la minoría de edad de Enrique III de Castilla formó parte del Consejo de Regencia, y también fue mayordomo mayor del infante Fernando de Castilla.[15]
- (1402) En este año, a la muerte de Pedro Suárez de Quiñones, la merindad mayor de Asturias fue separada definitivamente de la jurisdicción de los adelantados mayores de León.[16]
- (1402-1404) Alfonso Enríquez. Era hijo ilegítimo de Fadrique Alfonso de Castilla, maestre de la Orden de Santiago, y nieto del rey Alfonso XI,[17] y llegó a ser señor de Medina de Rioseco y de otras muchas villas, almirante de Castilla, cazador mayor del rey y miembro del Consejo Real.[18] Contrajo matrimonio con Juana de Mendoza, con quien tuvo numerosos hijos.[19]

### Reinado de Juan II (1406-1454)
- (1404-1440) Pedro Manrique de Lara. Fue hijo de Diego Gómez Manrique de Lara y Leiva
, adelantado mayor de Castilla, y de Juana de Mendoza,[20] y llegó a ser señor de Navarrete, San Pedro de Yanguas, Sotopalacios y Calabazanas, entre otras villas, y también adelantado mayor de Castilla de modo hereditario y sin llegar a ejercer el cargo, miembro del Consejo Real y notario mayor del reino de León.[18]
- (1440-1454) Diego Gómez Manrique. Fue hijo del anterior[21] y llegó a ser conde de Treviño y merino mayor de León.[18]

### Reinado de Enrique IV (1454-1474)
- (1454-1461) Diego Gómez Manrique.
- (1461-1474) Pedro Manrique de Lara. Fue hijo del anterior y llegó a ser conde de Treviño, señor de Amusco, notario mayor del reino de León y corregidor de Vizcaya.[22]

### Reinado de Isabel I (1474-1506)
- (1474-1479) Pedro Manrique de Lara.
- (1480-1490) Íñigo Vélez de Guevara y Ayala. Recibió el adelantamiento mayor de León tras la renuncia «nominal» de su antecesor, y llegó a ser conde de Oñate por concesión de los Reyes Católicos y miembro del Consejo Real.[23]
- (1490) Rodrigo Alonso Pimentel. Fue conde de Benavente, y en 1490 los Reyes Católicos le nombraron adelantado mayor vitalicio del reino de León.[23]